# Oregostoma bipartitum
Oregostoma bipartitum là một loài bọ cánh cứng trong họ Cerambycidae.